# El último piso
El último piso é um filme de drama produzido na Argentina, dirigido por Daniel Cherniavsky e lançado em 1962.
A direção de arte do filme ficou por conta de Gori Muñoz.